# Солы (станция)
Солы (белор. Солы) — железнодорожная станция в Сморгонском районе Гродненской области. Расположена между остановочным пунктом Гаути и станцией Ошмяны.
Станция расположена в одноимённом посёлке.

## В пути
Время в пути от станции Молодечно около 58 минут.